# Batalha de Novara (1513)
A Batalha de Novara (também conhecida como batalha de Ariotta) foi uma batalha da Guerra da Liga de Cambrai travada em 6 de junho de 1513, próximo a Novara, no norte da Itália. Uma força francesa atacante foi derrotada pelas tropas aliadas milanesas–suíças. Como consequência, a França foi forçada a se retirar completamente da Itália.

## Antecedentes
Os franceses haviam sido vitoriosos na Batalha de Ravena no ano anterior. No entanto, os franceses sob o comando do rei Luís XII foram expulsos da cidade de Milão no mês seguinte pela Liga Santa.
Após a remoção francesa de Milão, mercenários suíços instalaram Maximilian Sforza como Duque de Milão em 29 de dezembro de 1512.
Em junho de 1513, o exército francês, composto por mais de 20 000 homens sob Luís II de La Trémoille, sitiou a cidade de Novara, que estava sendo defendida por mercenários suíços.

## Batalha
Em junho de 1513, a maior parte da região oeste do ducado de Milão havia sido ocupada pelos franceses. Após marchar para Novara na noite anterior, os franceses foram surpreendidos ao amanhecer por um exército de socorro suíço de cerca de 12 000 tropas. Os Landsknechte alemães, armados com piques como os suíços, conseguiram se formar em quadrados pesados e ofereceram resistência obstinada ao ataque suíço, enquanto os franceses conseguiram posicionar parte de sua artilharia. Apesar disso, o assalto suíço, avançando de múltiplas direções devido a marchas forçadas que conseguiram cercar o acampamento francês, capturou os canhões franceses, repeliu os regimentos de infantaria Landsknecht e destruiu os quadrados Landsknecht. Pegos de surpresa, a cavalaria pesada francesa foi incapaz de se posicionar adequadamente, fugiu do campo de batalha e abandonou o trem de bagagem aos suíços.

## Consequências
A batalha foi particularmente sangrenta, com pelo menos 5 000 baixas do lado francês e 1 500 para os piqueiros suíços, a maioria sofrida devido à artilharia francesa enquanto as forças suíças avançavam para o ataque. Além disso, após a batalha, os suíços executaram as centenas de mercenários alemães Landsknecht que haviam capturado e que lutaram pelos franceses. Tendo derrotado o exército francês, os suíços foram incapazes de lançar uma perseguição próxima devido à sua falta de cavalaria, vários contingentes de mercenários suíços seguiram a retirada francesa até Dijon antes dos franceses os pagarem para deixar a França. Os suíços capturaram 22 canhões franceses.
A derrota francesa forçou Luís XII a se retirar de Milão e da Itália.